# Onthophagus peninsularis
Onthophagus peninsularis es una especie de insecto del género Onthophagus, familia Scarabaeidae, orden Coleoptera.

Fue descrita científicamente por Boucomont en 1914.